# International Federation of the National Standardizing Associations
Die International Federation of the National Standardizing Associations (ISA) wurde 1926 als Organisation zur internationalen Normung (Standardisierung) begründet, die für das Gebiet der nicht-elektrotechnischen Technologien zuständig sein und damit die Tätigkeit der seit 1906 bestehenden International Electrotechnical Commission (IEC) ergänzen sollte.
Gründungsmitglieder der ISA waren 14 Länder, die bereits über nationale Behörden oder Institutionen zur Normierung verfügten: Belgien, Deutschland, Frankreich, Großbritannien, Niederlande, Italien, Japan, Kanada, Norwegen, Österreich, Schweden, Schweiz, Tschechoslowakei und USA. Die letzte Konferenz der ISA fand 1939 in London statt, die geplante Fortsetzung 1942 wurde durch den Zweiten Weltkrieg verhindert, so dass die Organisation gemäß ihren Statuten aufhörte zu existieren.
1944 wurde als Interimslösung von den sogenannten ABC-Ländern („America, Britain, Canada“) das United Nations Standards Coordinating Committee (UNSCC) gegründet.
Nach dem Ende des Zweiten Weltkrieges kamen in London vom 14. bis zum 26. Oktober Vertreter aus 25 Ländern zusammen, um eine neue internationale Organisation zu gründen. Nachdem zunächst der frühere Generalsekretär der ISA, Charles le Maistre, sich zum weiterhin amtierenden Generalsekretär erklärt und die Führung der neuen Organisation für sich reklamiert hatte, wurde die ISA von den Delegierten für aufgelöst erklärt und eine neue Organisation, die ISO ins Leben gerufen. Am 23. Februar 1947 nahm diese neue Organisation ihre Arbeit auf.

## Was bedeutet eine internationale Standardisierung?
Wenn sich eine große Anzahl von Produkten oder Dienstleistungen in einem bestimmten Geschäftsfeld zu internationalen Standards bekennen, spricht man von einem industrieweiten Standard. Dies wird durch die Übereinstimmung ihrer Vertreter erreicht, welche die verschiedenen Anspruchsgruppen (Lieferanten, Benutzer, Regierungen etc.) repräsentieren. Sie einigen sich auf bestimmte Spezifikationskriterien, welche konsistent auf Materialien, Verpackungen, Produktionsprozesse, Testprozesse, Analysen und Benennung angewandt werden sollen. Somit statten Normungs-Institute Anbieter und Nachfrager mit einer gemeinsamen Sprache und einem Referenzframework aus, um eine Kommunikation von Tausch, Transfer und Handel mit Technologie zu vereinfachen.

## Geschichte
- 1906 – Gründung der IEC (International Electrotechnical Commission).
- 1926 – Gründung der ISA (International Federation of the National Standardizing Associations).
- 1944 – Gründung des UNSCC (United Nations Standards Coordinating Committee) als Übergangslösung während des Weltkriegs.
- 1946 – Gründung der ISO (Internationale Organisation für Normung).